# La Haute-Beaume
La Haute-Beaume is een gemeente in het Franse departement Hautes-Alpes (regio Provence-Alpes-Côte d'Azur) en telt 10 inwoners (2009). De plaats maakt deel uit van het arrondissement Gap.

## Geografie
De oppervlakte van La Haute-Beaume bedraagt 10,0 km², de bevolkingsdichtheid is dus 1 inwoner per km².
De onderstaande kaart toont de ligging van La Haute-Beaume met de belangrijkste infrastructuur en aangrenzende gemeenten.

## Demografie
Onderstaande figuur toont het verloop van het inwonertal (bron: INSEE-tellingen).
Vanwege een beveiligingsprobleem met de MediaWiki Graph-software is het momenteel niet mogelijk deze grafiek weer te geven. Zodra de software is bijgewerkt zal de grafiek vanzelf weer zichtbaar worden.
1. ↑  Populations de référence 2022.